# 丧失抵押品赎回权
丧失抵押品赎回权（英語：foreclosure），又叫断赎。就是指物件抵押人由于没有满足抵押品赎回期间，所需要满足的要求（通常是没有支付利息），遭到债权人的清偿要求，被迫清偿债务。从而丧失了物件赎回的权利。
例如，某人到当铺当了一块手表，当期6个月，但是六个月过去了，这个人便没有办法赎回手表了。当铺老板便可以将其手表自行处理。
同理，如果按揭购买房屋的业主，由于种种原因，在必须缴纳房屋贷款的期间，没有履行缴款义务，银行可能会根据相关条款，要求屋主“以房屋被收回”为理由，收缴其房屋作为断赎补偿。而這種情形之下被收回的物業在香港又被稱為「銀主盤」。